# Olivier Rochon
Olivier Rochon (* 30. Juli 1989 in Bukarest, Rumänien) ist ein kanadischer Freestyle-Skier. Er ist auf die Disziplin Aerials (Springen) spezialisiert. Sein bisher größter Erfolg ist der Gewinn der Aerials-Weltcupwertung in der Saison 2011/12.

## Biografie
Rochon wurde von einem kanadischen Ehepaar adoptiert, als er ein Jahr alt war, und wuchs in der Stadt Gatineau auf. Er war in seiner Jugend Kunstturner, bis er 2005 wegen eines gebrochenen Handgelenks die Sportart wechselte. Ab März 2005 nahm er an der nordamerikanischen Kontinentalmeisterschaft Nor-Am Cup teil, zunächst in den Buckelpisten-Disziplinen, bevor er 2007 zum Freestyle-Springen wechselte. Bereits bei seinem zweiten Nor-Am-Einsatz in dieser Disziplin gelang ihm der erste Sieg. Bei den Juniorenweltmeisterschaften 2007 in Airolo sprang er auf den 5. Platz.
Sein Debüt im Freestyle-Weltcup hatte Rochon am 27. Januar 2008 in Mont Gabriel, wo er mit Platz 19 sogleich die ersten Weltcuppunkte gewann. Mit vier Siegen entschied er in der Saison 2008/09 die Disziplinenwertung im Nor-Am Cup für sich. Das beste Weltcupergebnis in dieser Saison war ein 5. Platz und die FIS ehrte ihn als Rookie of the Year. Trotz zwei 6. Plätzen in der Weltcupsaison 2009/10 verpasste Rochon aufgrund der starken teaminternen Konkurrenz die Qualifikation für die Olympischen Winterspiele 2010. Er musste die gesamte Saison 2010/11 aussetzen, da ihn seine Trainer wegen wiederholter disziplinarischer Probleme suspendiert hatten.
2012 kehrte Rochon in den Weltcup zurück und erzielte mit Platz 2 in Mont Gabriel seine erste Podestplatzierung. Am 29. Januar 2012 gelang ihm in Calgary der erste Weltcupsieg. Mit drei weiteren dritten Plätzen sicherte er sich den Gewinn der Aerials-Disziplinenwertung. In der folgenden Weltcupsaison 2012/13 nochmals ein dritter Platz hinzu. Im Dezember 2013 erlitt er einen Kreuzbandriss im linken Knie und verpasste dadurch die gesamte Saison 2013/14. Im Winter 2014/15 sprang er viermal in die Top 10, im Winter 2015/16 erzielte er eine weitere Podestplatzierung.

## Erfolge

### Olympische Spiele
- Pyeongchang 2018: 5. Aerials

### Weltmeisterschaften
- Kreischberg 2015: 17. Aerials
- Sierra Nevada 2017: 6. Aerials

### Weltcupwertungen
| Saison  | Gesamt | Gesamt | Aerials | Aerials |
| Saison  | Platz  | Punkte | Platz   | Punkte  |
| ------- | ------ | ------ | ------- | ------- |
| 2007/08 | 138.   | 3      | 32.     | 30      |
| 2008/09 | 53.    | 18     | 18.     | 106     |
| 2009/10 | 31.    | 21     | 12.     | 128     |
| 2011/12 | 3.     | 54     | 1.      | 543     |
| 2012/13 | 48.    | 22     | 14.     | 157     |
| 2014/15 | 29.    | 27     | 9.      | 190     |
| 2015/16 | 61.    | 20,83  | 16.     | 125     |
| 2016/17 | 67.    | 19,86  | 15.     | 139     |
| 2017/18 |        |        | 8.      | 157     |

### Weltcupsiege
Rochon errang bisher 7 Podestplätze, davon 1 Sieg:
| Nr. | Datum           | Ort     | Land   |
| --- | --------------- | ------- | ------ |
| 1   | 29. Januar 2012 | Calgary | Kanada |

### Juniorenweltmeisterschaften
- Airolo 2007: 5. Aerials

### Weitere Erfolge
- 3 Podestplätze im Europacup, davon 1 Sieg
- 12 Podestplätze im Nor-Am Cup, davon 6 Siege
- 1. Platz Aerials-Disziplinenwertung im Nor-Am Cup 2008/09